# Эскасена, Сандра
Сандра Эскасена (исп. Sandra Escacena; Мадрид, 30 марта 2001 г.)   - испанская актриса, известная в основном своей главной ролью в фильме «Вероника» Пако Плаза .

## Биография
В период с 2009 по 2012 год она училась в театре Escuela S.V. Producciones Escénicas в городе Вильявисьоса-де-Одон и между 2012 и 2014 в Escuela Municipal de Arte Dramático в Мадриде. С 2015, посещала занятия в театре школы Primera Toma в Мадриде . В те годы участвовала в различных спектаклях. 
В 2016 году по инициативе режиссера кастинга Arantza Vélez, участвовала в разных пробах, чтобы сыграть Веронику в фильме режиссера Пако Пласа, после чего она была окончательно выбрана. 
В декабре 2017 года она была номинирована на премию Гойи за лучшую актрису откровения и на премию Фероз за лучшую главную роль в этом фильме.  

## Фильмография

### Кино
| Год  | Название              | Характер       | Адрес      |
| ---- | --------------------- | -------------- | ---------- |
| 2017 | Вероника              | Вероника Гомес | Пако Плаза |
| 2017 | То же самое (коротко) |                | Пако Плаза |

### Телевидение
| год  | серия                        | канал          | характер   | примечания |
| ---- | ---------------------------- | -------------- | ---------- | ---------- |
| 2018 | Пакита Салас                 | Netflix        | горничная  | 1 эпизод   |
| 2018 | Паралич страха               | Movistar +     | девушка    | TV-Movie   |
| 2019 | Больница Северной Долины     | La 1           | Даниэла    | 1 эпизод   |
| 2019 | Команда Команды: Присутствие | Flooxer        | Кристина   | 6 эпизодов |
| 2019 | Террор и справедливость      | Flooxer        | Сара Сатан | 1 эпизод   |
| 2020 | Мамы. Любовь и жизнь         | Telecinco      | Соня       | 1 эпизод   |
| 2021 | El Corazón del Imperio       | Movistar Plus+ | Фульвия    | 2 эпизода  |
| 2023 | Traitors España              | HBO Max        |            | 5 эпизодов |

### Театр
| год  | название                               | характер              |
| ---- | -------------------------------------- | --------------------- |
| 2010 | Другая история Красной Шапочки         | Мать Красной Шапочки  |
| 2011 | Белоснежка                             | Белоснежка            |
| 2012 | Никогда не очаровательный принц        | Дон Кихот де ла Манча |
| 2013 | Очень огненная история Мигеля Костиллы | Цветок и Комадре      |
| 2014 | Ромео и Джульетта                      | Джульетта             |
| 2019 | Слуга                                  | Вера и Мейбл          |

## Награды
| год  | приз                      | категория                 | производство | результат |
| ---- | ------------------------- | ------------------------- | ------------ | --------- |
| 2017 | Фестиваль кинепокалипсиса | Лучшая актриса            | Вероника     | Победа    |
| 2018 | Медали ЦИК                | Актриса откровение        | Вероника     | Победа    |
| 2018 | Награды Гойи              | Лучшая актриса Откровения | Вероника     | Номинация |
| 2018 | Награды Фероз             | Лучшая главная актриса    | Вероника     | Номинация |

## Внешние ссылки
- Эскасена, Сандра (англ.) на сайте Internet Movie Database